# Elbebrücke Wittenberg (Eisenbahn)
Die Elbebrücke Wittenberg ist eine 333,2 m lange, zweigleisige Eisenbahnüberführung der Bahnstrecke Berlin–Halle, die in Lutherstadt Wittenberg bei Streckenkilometer 96 die Elbe überspannt.

## Brücke von 1859
Die erste Eisenbahnbrücke über die Elbe wurde 1859 mit der Eröffnung der Bahnstrecke nach Bitterfeld durch die Berlin-Anhaltische Eisenbahngesellschaft in Betrieb genommen. Es war eine schmiedeeiserne Konstruktion mit Stützweiten von ungefähr 20 m, entsprechend der benachbarten Straßenbrücke. Im Jahr 1888 wurden vier Brückenfelder über der Elbe durch die Montage von zwei Fachwerküberbauten mit 43 m Stromöffnungsbreite sowie untenliegender Fahrbahn und bogenförmigen, dem Verlauf der Momentenbeanspruchung näherungsweise entsprechenden Obergurten ersetzt.

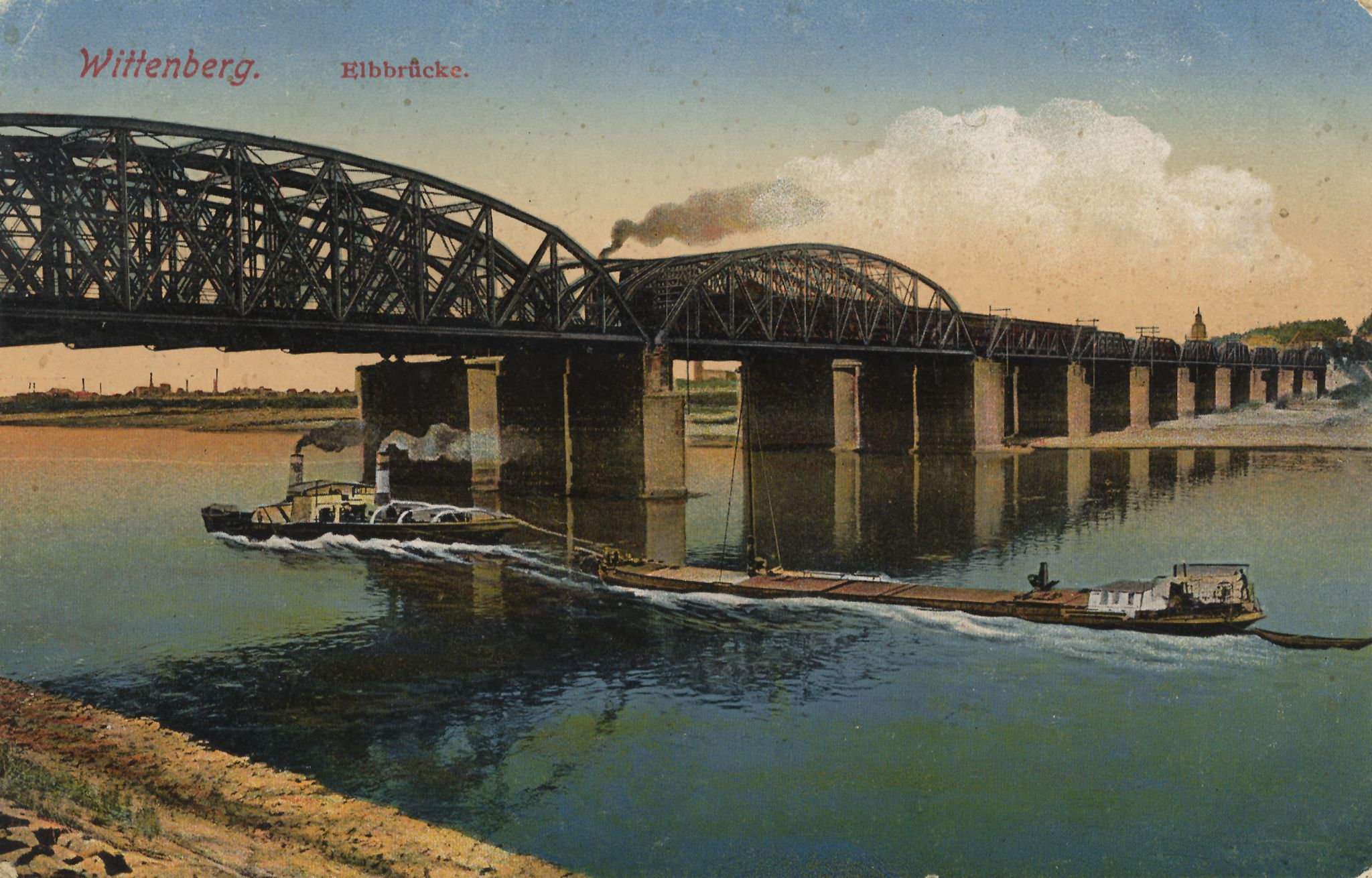
Elbebrücke zw. 1906 und 1926, parallel dahinter die Straßenbrücke

Aufgrund gestiegener Streckenlasten folgte 1906 der Austausch der acht Flutfelder und 1926 der beiden langen Stromfelder durch parallelgurtige Fachwerkträger. Im April 1945 wurden die beiden langen Überbauten im Bereich der Elbe zerstört, eine Behelfsbrücke ermöglichte ab dem Juli 1945 wieder den Eisenbahnbetrieb. Im Jahr 1947 baute die Reichsbahn für die Strombrücken zwei stählerne Behelfsüberbauten vom System „Roth-Waagner“ ein, ehe schließlich 1965 zwei neue Fachwerküberbauten errichtet wurden. Die Flutbrücken von 1926 blieben unverändert, was schließlich aufgrund des schlechten Bauzustandes Anfang der 1990er Jahre zu einer Langsamfahrstelle mit 30 km/h führte. Mit Inbetriebnahme der neuen Elbquerung wurde der Brückenzug abgebaut.

## Brücke von 2000
Nach der Wiedervereinigung begann 1995 im Rahmen des Verkehrsprojektes Deutsche Einheit Nr. 8.3, der Ausbaustrecke Berlin–Halle/Leipzig, die Neuplanung der Brücke. Im Januar 1995 wurde die Trasse für die neue Elbequerung von Schiene und Straße im Zuge eines Raumordnungsverfahrens festgelegt. Die Einleitung des gemeinsamen Planfeststellungsverfahren für die Brücken folgte Anfang Mai 1996.
Am 26. Mai 1997 lag der Planfeststellungsbeschluss für den 5 km langen Projektabschnitt mit der Elbquerung Wittenberg vor. Die Entwurfsgeschwindigkeit von 200 km/h führte zu einer neuen Linienführung und Verlegung der Bahntrasse um zirka 350 m stromaufwärts im Bereich der Brücke. Der Planfeststellungsbeschluss umfasste auch eine Umgehungsstraße mit einer Straßenbrücke in direkter Nachbarschaft. Baubeginn war im Frühjahr 1998, zwei Jahre später folgte die Probebelastung mit 16 Lokomotiven der Baureihe 232.
Die Brücke wurde, als Teil eines 2 km langen Neubaustreckenabschnitts, Mitte Mai 2000 in Betrieb genommen.
Die zulässige Höchstgeschwindigkeit auf der Brücke liegt bei 160 km/h.

### Konstruktion

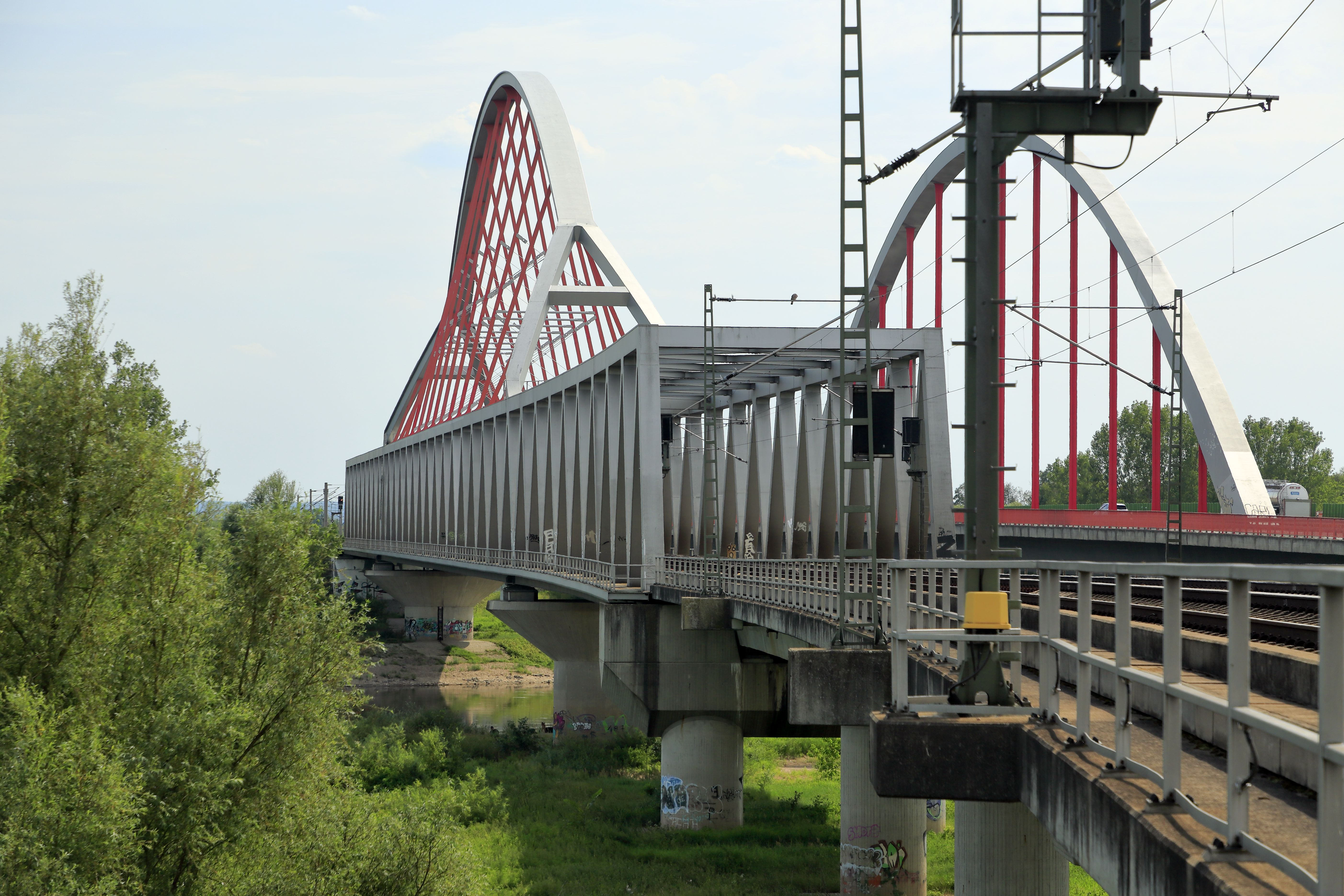
Links Überbau der Eisenbahnbrücke

Die neue Brücke quert die Elbe mit einem Kreuzungswinkel von zirka 62 Gon. Die Bahntrasse ist im Grundriss im Bereich der Brücke im südlichen Abschnitt gerade und geht im nördlichen Randfeld in einen Übergangsbogen über, der bei einem Ersatzradius von 1672 m am Ende der Brücke eine Abweichung um 2,7 m von der Brückenachse bewirkt.
Die dreifeldrige Eisenbahnüberführung ist im Stromfeld eine Stabbogenbrücke mit einem Fachwerkversteifungsträger, bei Stützweiten von 88,2 m in den beiden Randfeldern und 156,8 m im Hauptfeld. Der Fachwerkträger war wegen der vorgegebenen geringen Bauhöhe des Bogens notwendig. Das pfostenlose Strebenfachwerk hat bei einem Knotenabstand von 9,8 m eine Systemhöhe von 10,1 m mit einer Gesamthöhe von 11,0 m. Der Achsabstand der beiden vertikalen Fachwerkhauptträger beträgt 10,86 m, die lichte Breite 10,11 m. Die Fahrbahntafel für das Schotterbett ist als orthotrope Platte, ausgesteift durch Trapezhohlprofile, ausgebildet, die durch Querträger im Abstand von 2,45 m abgetragen wird. In der Brückenhauptöffnung wird der Fachwerküberbau von einem 27 m hohen Stahlbogen überspannt, mit dem das Fachwerk durch schräg angeordnete Hänger aus Flachstahl verbunden ist. Der in Brückenachse angeordnete Bogen hat einen zweizelligen Hohlkastenquerschnitt von 1,0 m Höhe sowie 2,0 m Breite, der sich im unteren Abschnitt aufspreizt und seine Kräfte in die Fachwerkobergurte abträgt. Das nördliche Brückenrandfeld ist entsprechend der Bahntrasse im Grundriss bogenförmig ausgebildet.
Die 11 m hohen Strompfeiler haben unten einen kreisförmigen Querschnitt und weiten sich nach oben in Form eines Knochen auf. Eine etwa 140 m lange Vorlandbrücke schließt sich an die Strombrücke nach einem Trennpfeiler nördlich an. Es ist ein fünffeldriges Spannbetonbauwerk mit einem Hohlkastenquerschnitt.

### Bauausführung
Die einzelnen Brückenteile wurden mit Gewichten bis zu 86 t über die Straße angeliefert. Der Zusammenbau der Brücke erfolgte mit neun Schüssen im südlichen Elbvorland auf einem Damm und einer Hilfsbrücke mit eingebauten Stahlbetonverschubbahnen. Zwei Abschnitte wurden aus terminlichen Gründen auf Hilfsstützen am nördlichen Ufer montiert. Der Einschub des südlichen Brückenteils erfolgt mit Hilfe eines Pontons, das eine Belastung von maximal 1550 t aufzunehmen hatte und aufgrund zu niedrigem Wasserstandes der Elbe durch einen Mobilkran mit 480 t Hublast unterstützt wurde.

### Nachträgliche Modifikation
Im Jahr 2001 wurden winderregte Biegeschwingungen an den Hängern der Bogenbrücke beobachtet. Zur Vermeidung einer unplanmäßigen und frühzeitigen Ermüdung dieser Bauteile und deren Verbindungen folgte das Verspannen der beiden Hänger einer Ebene durch den Einbau von diagonalen Stahlseilen und horizontalen Pfosten. Während des Einbaus der Ergänzungsbauteile wurden Risse in den Anschlussverbindungen zwischen den Hängern und den angrenzenden Bauteilen festgestellt. Dies führte im Jahr 2004 zur Einrichtung einer Langsamfahrstelle und zu einer temporären Sicherung mit zusätzlichen Heftschweißungen. Experimentelle Untersuchungen und bruchmechanische Berechnungen ergaben, dass der Austausch der Hänger nicht notwendig war. Zur Wiederherstellung der geplanten Nutzungsdauer von 80 Jahren wurden die Oberflächen der Hänger an den Enden und in der Mitte beschliffen. Seitdem ist die Brücke wieder mit einer Geschwindigkeit von 160 km/h befahrbar.